# NGC 706
NGC 706 est une galaxie spirale située dans la constellation des Poissons. NGC 706 a été découverte par l'astronome germano-britannique William Herschel en 1786.

## Caractéristiques
Sa vitesse par rapport au fond diffus cosmologique est de 4 705 ± 20 km/s, ce qui correspond à une distance de Hubble de 69,4 ± 4,9 Mpc (∼226 millions d'al).
À ce jour, quatre mesures non basées sur le décalage vers le rouge (redshift) donnent une distance de 49,375 ± 15,676 Mpc (∼161 millions d'al), ce qui est tout juste à l'intérieur des valeurs de la distance de Hubble. Notons cependant que c'est avec la valeur moyenne des mesures indépendantes, lorsqu'elles existent, que la base de données NASA/IPAC calcule le diamètre d'une galaxie et qu'en conséquence le diamètre de NGC 706 pourrait être d'environ 42,4 kpc (∼138 000 al) si on utilisait la distance de Hubble pour le calculer.
La classe de luminosité de NGC 706 est II-III et elle présente une large raie HI.

## Supernova
La supernova SN 2001ed a été découverte dans NGC 706 le 21 août 2001 par l'astronome amateur italien Marco Migliardi. Cette supernova était de type Ia.

## Groupe de NGC 741
NGC 706 appartient au groupe de NGC 741. Ce petit groupe de galaxies comprend au moins trois galaxies : NGC 706, NGC 741 et UGC 1395, noté 0152+0621 (pour  CGCG 0152.7+0621) dans l'article d'Abraham Mahtessian.